# دوير بعبدة
دوير بعبدة قرية في منطقة جبلة في محافظة اللاذقية.